# Републикански път III-7902
Републикански път IIІ-7902 е третокласен път, част от Републиканската пътна мрежа на България, преминаващ изцяло по територията на Ямболска област, Община Елхово. Дължината му е 25,7 km.
Пътят се отклонява надясно при 4 km на Републикански път II-79 източно от град Елхово и се насочва на юг-югоизток. Пресича Поповска река (ляв приток на Тунджа), минава през село Маломирово, пресича Араплийска река (ляв приток на Поповска река), навлиза в северните разклонения на Дервентските възвишения и завършва в центъра на село Голям Дервент, разположено в близост до границата с Република Турция.
| Пътища, отклоняващи се надясно (населено място, № на пътя, посока на пътя) | km   | Пътища, отклоняващи се наляво (посока на пътя, № на пътя, населено място) |
| -------------------------------------------------------------------------- | ---- | ------------------------------------------------------------------------- |
| Община Елхово, II-79, 4 km →                                               | 0,0  | → 4 km, II-79, Община Елхово                                              |
| (за с. Чернозем) общински път, с. Маломирово ←                             | 3,3  | с. Маломирово                                                             |
|                                                                            | 4,3  | → общински път (за с. Славейково)                                         |
| (за с. Раздел) общински път] ←                                             | 10,5 |                                                                           |
|                                                                            | 13,5 | → общински път (за с. Лалково)                                            |
|                                                                            | 22,1 | → общински път (за хижа „Странджата“)                                     |
| с. Голям Дервент                                                           | 25,7 | с. Голям Дервент                                                          |